# Holy Magic Century
Holy Magic Century (in Japan Eltale Monsters (エルテイル モンスターズ Eruteiru Monsutāzu), in den Vereinigten Staaten Quest 64) ist ein 1998 veröffentlichtes Videospiel für den Nintendo 64. Obwohl das Nintendo 64 bereits zwei Jahre vorher auf den Markt kam, war Holy Magic Century das erste Rollenspiel für diese Konsole.

## Geschichte
Ayron, der Held des Spiels, ist der Sohn von Bartholomäus, einem Geisterbändiger, der ein gestohlenes Buch sucht. Dieses Buch hat die Macht, einen tödlichen Bann auf Keltland, die große Insel – eher ein Kontinent – auf dem sich die Geschichte abspielt, zu legen. Die Aufgabe des Helden ist es, sowohl das Buch als auch seinen Vater wiederzufinden.
Sein Weg dorthin führt ihn durch acht verschiedene Städte:
- 1. Melrode
- 2. Dondoran
- 3. West Carmagh
- 4. Normoon
- 5. Larapool
- 6. Limelin
- 7. Greenoch
- 8. Brannoch

Diese sind durch Höhlen, Wälder oder anders verbunden.

## Spielmechanik

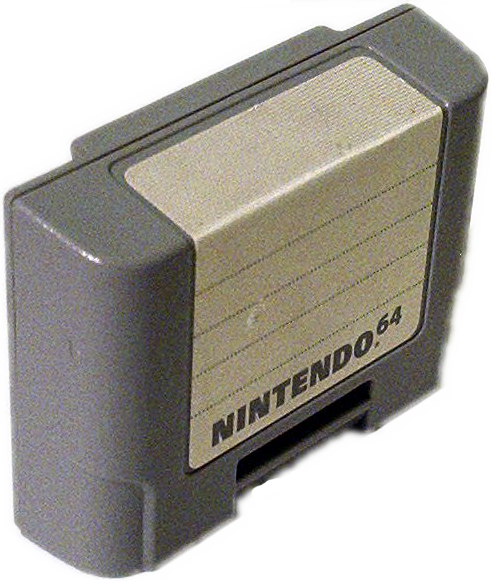
Memory Pak

Das Spiel ist bei Kämpfen rundenbasiert, sonst jedoch in Echtzeit. Im Kampfmodus muss eine Aktion gewählt werden, die Ayron dann ausführt. Dies kann unter anderem in Magieeinsatz, Nahkampfangriff mit dem Stab, Flucht oder Einsatz eines Gegenstandes bestehen. Manchen Zaubern kann ausgewichen werden, indem Ayron kurz nach dessen Aussprechen aus der Schusslinie geht oder sich vom Zielpunkt entfernt. Viele andere Zauber treffen immer. Während jedes Spielzuges kann sich Ayron innerhalb eines bestimmten Radius frei bewegen. Wenn das Kampffeld verlassen wird, flieht Ayron. Er bleibt dann an dieser Stelle stehen und die Monster verschwinden. Nach einem gewonnenen Kampf sieht Ayron wieder in die gleiche Richtung wie zuvor. Die Interaktion mit anderen Charakteren beschränkt sich auf einfache Gespräche, speichern und Itemerhalt. Es kann nur in Gasthäusern gespeichert werden, wozu jedoch ein Memory Pak notwendig ist.

## Charakterausbau
Ayron verfügt über mehrere ausbaufähige Charaktereigenschaften. Diese sind Hit Points (Trefferpunkte), Magic Points (Magiepunkte, Zauberpunkte), Defence (Verteidigung), Agility (Agilität, Beweglichkeit) und Attack (Angriffskraft). Daneben verfügt der Held über vier Magieklassen, die sogenannten Elements (Elemente), die er ausbauen kann. Je nach Ausbau bekommt Ayron verschiedene Zauber, etwa den Heilzauber, wenn er das Wasser-Element ausbaut. Dabei sind die Elemente auch kombinierbar, jedoch nicht mit dem gegenüberliegenden Element. Wasser und Feuer sowie Luft und Erde sind inkompatibel zueinander.
Magiepunkte und Trefferpunkte stellen wie in Rollenspielen üblich dar, wie oft der Held zaubern und wie viel Schaden er aushalten kann. Die Verteidigung verringert den erlittenen Schaden, während die Agilität ermöglicht, Angriffen ganz auszuweichen. Die Angriffsfähigkeit erhöht den Schaden, den Ayron durch Angriffe mit seiner einzigen Waffe, dem Stab, Gegnern zufügen kann. Elemente stellen das Magielevel dar, das maximal 50 pro Element betragen kann. Mit größerem Magielevel erhält Ayron neue Zauber und die alten, die das entsprechende Element verwenden, werden stärker.
Die verschiedenen Eigenschaften werden ähnlich wie in The Elder Scrolls III: Morrowind durch deren Verwendung ausgebaut. Trefferpunkte und Verteidigung werden gesteigert, indem Ayron Schaden zugefügt wird, zusätzlich steigen Trefferpunkte durch den Einsatz des Stabes. Magiepunkte steigen durch den Einsatz von Magie. Die Beweglichkeit erhöht sich, wenn Ayron rennt oder Angriffen ausweicht, die ihn treffen. Das Elementlevel erhöht sich, wenn der Held einen Spirit (Geist) findet oder seine Magieerfahrung 100 Prozent beträgt. Dabei kann frei gewählt werden, welches Element gesteigert wird.
Es gibt keine Ausrüstungsgegenstände, jedoch Gegenstände, die etwa die Verteidigung verdoppeln und die verbraucht werden, wenn sie verwendet werden. In den Städten erhält man Gegenstände gratis, von denen man nicht mindestens ein Exemplar besitzt. Auch in Schatztruhen können Gegenstände gefunden werden. Ein Handelssystem ist nicht vorhanden.

## Wichtige Charaktere
- Ayron (in der US-Version und der englischen europäischen Verpackung Brian) ist der Held des Spieles und der einzig spielbare Charakter. Er will seinen Vater finden.
- Bartholomäus, Ayrons Vater, ist ein Geisterbändiger auf einer Reise, um ein Buch zu finden. Sein letztes Lebenszeichen ist ein Brief, der von einer Bootsfahrt nach Western Carmagh stammt.
- Colleen ist eine Wassermagierin, die Ayron anweist, den Wasser-Edelstein zurückzubringen.
- Flora ist die Prinzessin von Doldoran. Sie weist Ayron an, den Erd-Edelstein zu finden.
- Grand Abbot führt die Melrode Monastery.
- Leila ist die Hüterin des Wasser-Edelsteins, der jedoch gestohlen wurde.
- Leonardo ist ein Alchemist, der sich unfreiwillig in Normoon aufhält.
- Scotford ist der König von Doldoran. Er weist Ayron an, seinen gestohlenen Reichsapfel wiederzubeschaffen.
- Shannon ist eine Frau, die Ayron immer wieder mit Hinweisen versorgt und so dem Spieler berichtet, was er als Nächstes tun soll.
- Shriker ist ein Ritter, der bei Fargos Flucht getötet wurde. Er erscheint nicht als Charakter im Spiel, sondern nur in Erzählungen.

## Wichtige Gegner
- Solvering stahl den Erd-Apfel.
- Zelse hat die Macht über den Wind-Jade.
- Nepty ist die Wächterin des Wasserjuwels.
- Shilf ist eine Dienerin von Mammon.
- Fargo ist in Besitz des Feuerrubins.
- Guilty ist der Vorgegner von Beigis.
- Beigis ist der König der Highlands.
- Mammon ist ein Dämon und der Endgegner.